# 3 карбованці «500-річчя Російської держави (Петропавлівська фортеця)»
500-річчя Російської держави (Петропавлівська фортеця) (рос. 500-летие Российского государства (Петропавловская крепость)) — срібна ювілейна монета СРСР вартістю 3 карбованця, випущена 5 вересня 1990 року. 

## Тематика
Сучасний вигляд Петропавлівської фортеці склався в епоху Катерини II — від Петра I залишилося лише планування. Фортеця являє собою витягнутий із заходу на схід неправильний 6-кутник, по кутах якого — шість бастіонів. За легендою, фортеця закладена самим Петром 16 (27) травня 1703 року. Цей день вважається днем заснування міста. Земляні вази по периметру були споруджені за рік, і далі під керівництвом Д. Трезіні вони ще 30 років перебудовувалися в камені.

## Історія
У 1989—1991 роках було випущено серію монет «500-річчя Російської держави» з якістю пруф — 6 срібних монет номіналом у 3 карбованці, 3 паладієвих монет номіналом 25 карбованців, 3 монети номіналом 50 карбованців і 3 монети номіналом 100 карбованців у золоті, а також 3 монети номіналом 150 карбованців у платині. Монети було присвячено історичним подіям, регаліям, пам'ятникам, культурним і політичним діячам, тісно пов'язаних з історією Росії.
Монети карбувалися на Ленінградському монетному дворі (ЛМД).

## Опис та характеристики монети
| Номінал крб. | Метал  | Маса грам | Діаметр мм. | Гурт      | Тираж штук    |
| ------------ | ------ | --------- | ----------- | --------- | ------------- |
| 3            | срібло | 31.1      | 39          | рубчастий | 40.000 (пруф) |

### Аверс
Зверху герб СРСР з 15 витками стрічки, під ним літери «СССР», нижче ліворуч і праворуч риса, під рискою зліва хімічне позначення «Ag» і проба «900» металу з якого зроблена монета, під ними чиста вага дорогоцінного металу «31,1», під рискою праворуч монограма монетного двору «ММД», нижче позначення номіналу монети цифра «3» і нижче слово «РУБЛЯ», знизу у канта рік випуску монети «1990».

### Реверс
Ліворуч, зверху і праворуч уздовж канта монети слова «500-ЛЕТИЕ ЕДИНОГО РУССКОГО ГОСУДАРСТВА», в середині панорама Петропавлівської фортеці, нижче в гирлі річки Неви, праворуч лінійний корабель, ліворуч галера, знизу уздовж канта розділені крапкою слова «ПЕТРОПАВЛОВСКАЯ КРЕПОСТЬ» і рік побудови «1703 г.».

### Гурт
Рубчастий (300 рифлень).

## Автори
- Художник: А. В. Бакланов
- Скульптор: С. М. Іванов